# Diogo Afonso

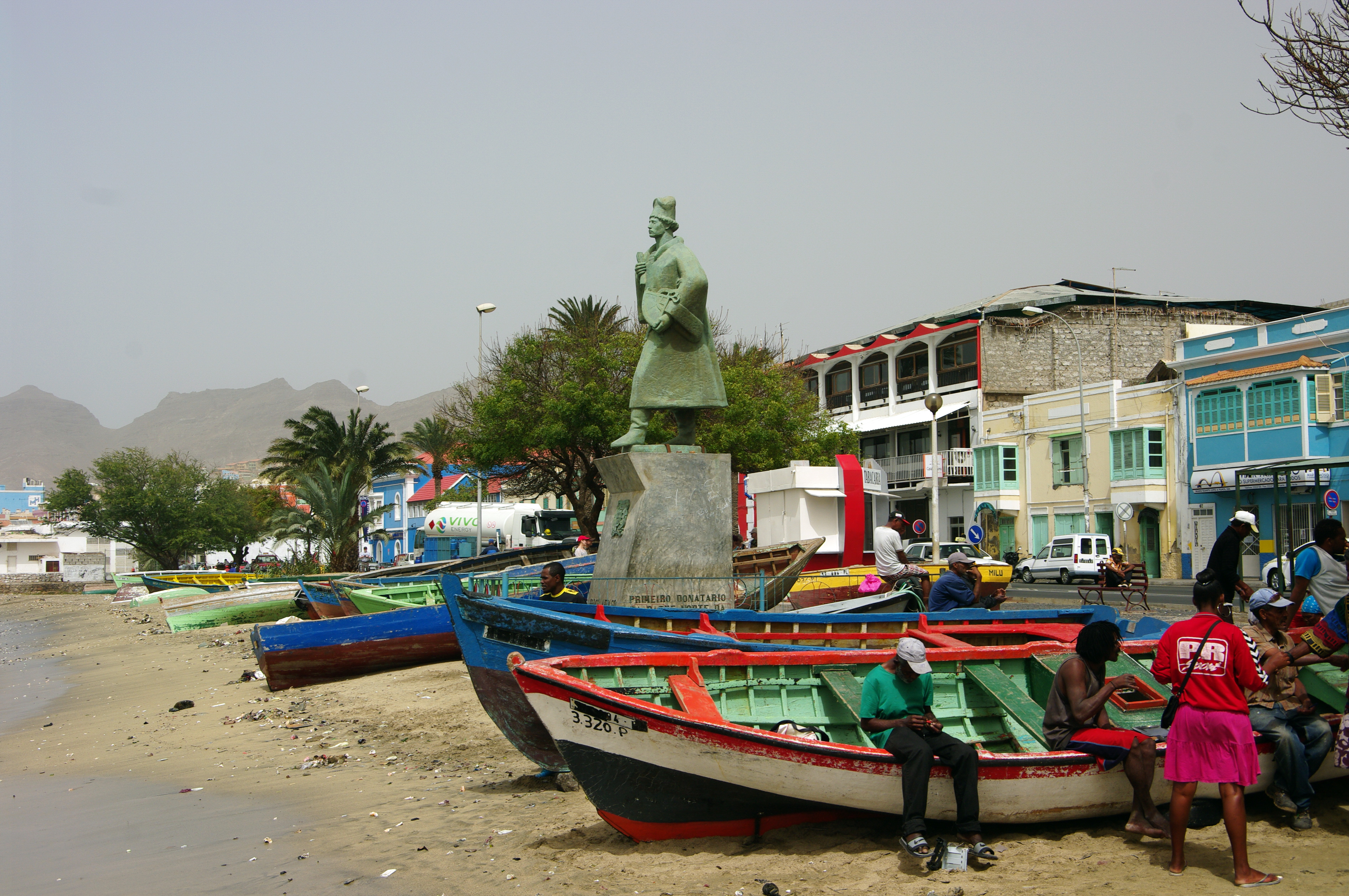
Estatua de Diogo Afonso.

Diogo Afonso (fl. siglo XV) fue un navegante portugués del siglo XV, conocido por haber descubierto el grupo de islas occidentales del archipiélago de Cabo Verde.

## Biografía
Diogo Afonso participó en muchos de los viajes de exploración y reconocimiento de la costa occidental de África, promovidos por el infante Enrique.
En 1444, al mando de una carabela, habría realizado, junto con Antão Gonçalves y Gomes Pires, un viaje al río de Oro. El siguiente año habrá sido parte de la expedición a la isla de Arguin, con Antão Gonçalves e Garcia Homem. Pasando a la costa opuesta de la isla, descubrieron un cabo al que denominaron "do resgate" y en esa región hicieron muchos cautivos, que llevaron de regreso a Lisboa, donde fueron vendidos. El infante Enrique recibió su quinto, como narra Duarte Pacheco Pereira.
En una carta regia de D. Afonso V, fechada el 29 de septiembre de 1462, el rey hace donación al infante Fernando su hermano, de una isla «a loesnoroeste das ilhas de Canária e da ilha da Madeira» [al noroeste de Canarias y Madeira], justificando la donación así:

(...) así y por la guisa que le tenemos dadas otras siete islas que Diego Affomsso su escudero encontró a través del cabo Verde
(...) asi e pela guisa que lhe temos dada a outras sete ilhas que Diego Affomsso seu escudeiro achou através do Cabo Verde
D. Afonso V (1462)

Según la misma carta, Diogo Afonso habría descubierto las cinco islas occidentales de Cabo Verde:  Brava, São Nicolau, São Vicente, Santo Antão e los islotes de Branco y Raso. Capitán de la isla de Santiago de 1462 hasta 1473, fue sucedido por Rodrigo Afonso.